# Publi Corneli Escipió Àsina
Publi Corneli Escipió Àsina (en llatí: Publius Cornelius Scipio Asina) va ser un magistrat romà. Era fill de Gneu Corneli Escipió Àsina, cònsol el 260 aC i el 254 aC, i formava part de la gens Cornèlia, i de la família dels Escipions, d'origen patrici.
Va ser elegit cònsol l'any 221 aC amb Marc Minuci Rufus, i va fer la guerra amb el seu col·lega contra els istris, que es dedicaven a les pirateries atacant els romans. Els va derrotar completament, per la qual cosa va obtenir els honors del triomf. L'any 217 aC va ser nomenat interrex per celebrar comicis. Apareix esmentat el 211 aC, quan va recomanar al senat (mostrant molt poc l'esperit d'un Escipió) que cridés a tots els generals i exèrcits d'Itàlia a Roma per a la defensa de la capital contra Hanníbal, però no es va seguir el seu consell.